# Пфронштеттен
Пфронштеттен (нем. Pfronstetten) — община в Германии, в земле Баден-Вюртемберг. 
Подчиняется административному округу Тюбинген. Входит в состав района Ройтлинген.  Население составляет 1540 человек (на 31 декабря 2010 года). Занимает площадь 54,10 км².
Коммуна подразделяется на 6 сельских округов.